# Referendum ogólnokrajowe
Treść tego artykułu od 2025-07 należy opracować w taki sposób, aby nie uwypuklała nadmiernie polskiej specyfiki / aby nie zawężała się tylko do polskich warunków
Dokładniejsze informacje o tym, co należy poprawić, być może znajdują się w dyskusji tego artykułu.
 Po wyeliminowaniu niedoskonałości należy usunąć szablon {{Dopracować}} z tego artykułu.

Polska urna do głosowania, używana również podczas referendów

Referendum ogólnokrajowe – procedura głosowania powszechnego, w ramach którego polscy obywatele wyrażają swoją wolę co do sposobu rozstrzygnięcia konkretnej sprawy. Referendum przeprowadzane jest w najważniejszych dla Polaków sprawach, na terytorium kraju. Jest fakultatywne, co oznacza, że nie ma spraw, które wymagają podjęcia decyzji przez ogół obywateli w takiej właśnie formie. Referendum jest wiążące, jeżeli weźmie w nim udział ponad połowa uprawnionych do głosowania. W przeciwnym razie ma jedynie charakter opiniodawczy. Uwaga dot. ważności a związania

## Podstawa prawna
Instytucja demokracji bezpośredniej w postaci referendum ogólnokrajowego przewidziana jest przez Konstytucję Rzeczypospolitej Polskiej, która stanowi w art. 4:

1. Władza zwierzchnia w Rzeczypospolitej Polskiej należy do Narodu.

2. Naród sprawuje władzę przez swoich przedstawicieli lub bezpośrednio.

Dalej w treści Konstytucji zawarte zostały przepisy, na mocy których wyróżnić możemy trzy rodzaje referendów ogólnokrajowych, dających Narodowi możliwość wyrażania swojej władzy bezpośrednio.
Treść przepisów konstytucyjnych rozwija natomiast ustawa z dnia 14 marca 2003 r. o referendum ogólnokrajowym, która zawiera przepisy dotyczące przygotowania i przeprowadzania referendum oraz kampanii referendalnej, a także przepisy karne za ich łamanie. Derogowała ona poprzednio obowiązującą – ustawę z dnia 29 czerwca 1995 r. o referendum.

## Rodzaje referendów

### Referendum w sprawach o szczególnym znaczeniu dla państwa
O tym rodzaju referendum wspomina Konstytucja RP. Jednak jest to jedynie ogólnik, którego nie rozwija też ustawa o referendum ogólnokrajowym.
Ten rodzaj referendum ma prawo zarządzić:
1. Sejm, uchwałą podjętą bezwzględną większością głosów w obecności co najmniej połowy ustawowej liczby posłów, działając:
  1. z własnej inicjatywy wyrażonej w uchwale, której projekt mogą złożyć[7]:
    - Prezydium Sejmu
    - komisja sejmowa
    - grupa co najmniej 69 posłów

  2. na wniosek Senatu, wyrażony w trybie tzw. uchwały okolicznościowej[8], której projekt mogą złożyć[9]:
    - komisja senacka
    - grupa senatorów
    - senator

  3. na wniosek Rady Ministrów
  4. na wniosek grupy co najmniej 500 000 obywateli mających prawo udziału w referendum
2. Prezydent, za zgodą Senatu wyrażoną bezwzględną większością głosów w obecności co najmniej połowy ustawowej liczby senatorów.

Wniosek skierowany do Sejmu przez podmioty wymienione w punktach 1–4 (jego organy i członków oraz Senat, Rząd i 500 000 obywateli) nie ma charakteru bezwzględnie wiążącego. Co oznacza, iż Sejm może nie przychylić się do niego i nie podjąć uchwały o zarządzeniu referendum. Musi go jednak rozpatrzyć, jednak ustawa nie wspomina o tym w jakim terminie musi to uczynić.
Referendum z inicjatywy obywateli nie może dotyczyć:
1. wydatków i dochodów, w szczególności podatków oraz innych danin publicznych,
2. obronności państwa,
3. amnestii.

Organem uprawnionym do badania tego, czy obywatelski wniosek nie dotyka powyższych materii (o których mowa w punktach 1–3), jest Państwowa Komisja Wyborcza. W przypadku stwierdzenia niezgodności formalnej wniosku w tym zakresie Marszałek Sejmu odmawia przyjęcia wniosku. Postanowienie takie wnioskodawca zaskarżyć może w ciągu 14 dni do Sądu Najwyższego. Sąd Najwyższy rozpoznaje skargę w terminie 30 dni w postępowaniu nieprocesowym, w
składzie 3 sędziów. Od postanowienia Sądu Najwyższego nie przysługuje środek
prawny.
W 2013 r. Sejm odrzucił projekt wprowadzenia do Konstytucji RP obligatoryjnego referendum wnioskowanego przez milion obywateli.

### Referendum w sprawie wyrażenia zgody na ratyfikację umowy międzynarodowej
Może być zarządzone dla wyrażenia przez Naród zgody na ratyfikację umowy międzynarodowej, na podstawie której Polska przekazuje organizacji międzynarodowej lub organowi międzynarodowemu kompetencje organów władzy państwowej w niektórych sprawach. Przypadek taki przewiduje art. 90 Konstytucji.
W tym trybie przeprowadzone zostało w 2003 roku referendum w sprawie przystąpienia Polski do Unii Europejskiej.
W myśl art. 70 ustawy o referendum ogólnokrajowym:
ust. 1. O wyborze trybu wyrażenia zgody na ratyfikację umowy międzynarodowej w drodze referendum decyduje Sejm, uchwałą podjętą bezwzględną większością głosów w obecności co najmniej połowy ustawowej liczby posłów.
Gdy Sejm zdecyduje się, by zgodę na ratyfikację wyraziło społeczeństwo w drodze referendum, wówczas zarządza je (jak w poprzednim przypadku):
1. Sejm, uchwałą podjętą bezwzględną większością głosów w obecności co najmniej połowy ustawowej liczby posłów. Działając jedynie z własnej inicjatywy, co oznacza, że projekt złożyć mogą:
  - Prezydium Sejmu
  - komisja sejmowa
  - grupa co najmniej 69 posłów
2. Prezydent, za zgodą Senatu wyrażoną bezwzględną większością głosów w obecności co najmniej połowy ustawowej liczby senatorów.

Jeżeli wynik referendum jest wiążący i za odpowiedzią pozytywną opowiedziało się większość głosujących, wówczas Prezydent uzyskuje zgodę na ratyfikację umowy międzynarodowej, której dotyczyło referendum. Gdy wynik jest wiążący, a głosujący opowiedzieli się przeciw, wówczas Prezydent nie uzyskuje zgody na ratyfikację.

### Referendum zatwierdzające zmianę Konstytucji Rzeczypospolitej Polskiej
Ten rodzaj referendum Konstytucja RP w art. 235, przewidziała na wypadek zmian w jej najważniejszych postanowieniach, tj. w:
- rozdziale I Rzeczpospolita
- rozdziale II Wolności, prawa i obowiązki człowieka i obywatela, oraz
- rozdziale XII Zmiana Konstytucji (który stanowi o możliwościach zmian poprzednich dwóch rozdziałów).

W tym przypadku jedynym organem upoważnionym do zarządzenia referendum jest Marszałek Sejmu, który zarządza je w ciągu 60 dni od otrzymania wniosku. Wniosek składać mogą:
- co najmniej 1/5 ustawowej liczby posłów
- Senat
- Prezydent Rzeczypospolitej.

Powyższy wniosek składać można w ciągu 45 dni od uchwalenia przez Senat ustawy o zmianie Konstytucji.
Ustawa o referendum ogólnokrajowym określa również w art. 78 ust. 1 wzór pytania zadawanego w tym rodzaju referendum:
„Czy jesteś za przyjęciem zmiany Konstytucji Rzeczypospolitej Polskiej z dnia 2 kwietnia 1997 r., dokonanej ustawą z dnia ... (tytuł ustawy)?”.
Takie referendum, jeżeli jest ważne, jest wiążące bez względu na frekwencję. Jeżeli większość głosujących opowie się za zmianą Konstytucji, ustawę zmieniającą Prezydent musi podpisać w ciągu 21 dni od dostarczenia mu jej przez Marszałka Sejmu. Jeżeli tego nie uczyni – popełni delikt konstytucyjny.

## Czas głosowania
Referendum od 2003 r. może zostać przeprowadzone w ciągu jednego lub dwóch dni. Jego termin wyznaczany jest na dzień wolny od pracy, a jeżeli trwa dwa dni, wówczas na dzień wolny od pracy i dzień go poprzedzający.
Nowa ustawa o referendum, z przepisem o dwudniowym głosowaniu, weszła w życie w dniu zarządzenia przez Sejm referendum w sprawie przystąpienia Polski do Unii Europejskiej. Było to podyktowane staraniami rządu Leszka Millera, by udział w nim wzięła większość uprawnionych do głosowania, tak by jego wynik był wiążący i jak najlepiej oddawał nastawienie Polaków do akcesji.
Ustawodawca, dążąc do zwiększenia frekwencji jeszcze bardziej, wkrótce po uchwaleniu nowej ustawy o referendum, wprowadził w niej zmianę umożliwiającą podanie po pierwszym dniu głosowania wyników frekwencji. Dzięki temu, po pierwszym dniu głosowania możliwe są jeszcze działania władz, w celu nakłonienia obywateli do liczniejszego uczestniczenia w referendum.

## Miejsce przeprowadzania referendum
Referenda przeprowadzane są:
1. w stałych obwodach głosowania utworzonych na podstawie Kodeksu wyborczego
2. w obwodach głosowania utworzonych w szpitalach i zakładach pomocy społecznej
3. w obwodach głosowania utworzonych w zakładach karnych i aresztach śledczych
4. w obwodach głosowania utworzonych w polskich placówkach dyplomatycznych za granicą
5. w obwodach głosowania utworzonych na polskich statkach morskich
6. w domach studenckich, jeżeli co najmniej 50 ich mieszkańców wyrazi na to chęć.

## Referenda w III Rzeczypospolitej
W historii III RP Naród wypowiadał się w sześciu referendach ogólnokrajowych. Odbywały się one:
- 18 lutego 1996 r. – referendum o powszechnym uwłaszczeniu obywateli;
- 18 lutego 1996 r. – referendum o niektórych kierunkach wykorzystania majątku państwowego;
- 25 maja 1997 r. – referendum konstytucyjne;
- 7–8 czerwca 2003 r. – referendum w sprawie wyrażania zgody na ratyfikację Traktatu dotyczącego przystąpienia Rzeczypospolitej Polskiej do Unii Europejskiej;
- 6 września 2015 r. – referendum w sprawie wprowadzenia jednomandatowych okręgów wyborczych w wyborach do Sejmu, stosunku do dotychczasowego sposobu finansowania partii politycznych z budżetu państwa oraz interpretacji zasad prawa podatkowego;
- 15 października 2023 r. – referendum w sprawie wyprzedaży polskiego majątku podmiotom zagranicznym, podniesienia wieku emerytalnego, likwidacji bariery na granicy polsko-białoruskiej i przyjęcia przez Polskę tysięcy nielegalnych imigrantów z Bliskiego Wschodu i Afryki.

### Referendum o powszechnym uwłaszczeniu obywateli
Jeszcze w czasie obowiązywania Małej Konstytucji i uchwalonej w czerwcu 1995 r. ustawy o referendum zarządzono dwa referenda, które odbyły się w 1996 r. (w tym samym dniu).
Referendum o powszechnym uwłaszczeniu obywateli – tzw. referendum uwłaszczeniowe. Zostało zarządzone przez Prezydenta Lecha Wałęsę 29 listopada 1995 r. Wyznaczył on datę głosowania na 18 lutego 1996 r. i w tym dniu się ono odbyło.
Karta do głosowania, zgodnie z załącznikiem do zarządzenia Prezydenta, zawierała pytanie:
Czy jesteś za przeprowadzeniem powszechnego uwłaszczenia obywateli?
oraz odpowiedzi „Tak” i „Nie”. Frekwencja wyniosła 32,40%. Za uwłaszczeniem opowiedziało się 94,54%, zaś przeciw 3,78% głosujących.

### Referendum o niektórych kierunkach wykorzystania majątku państwowego
Niecały miesiąc później – 21 grudnia 1995 r. Sejm zarządził drugie referendum, które wyznaczono na ten sam dzień, co referendum uwłaszczeniowe i odbyło się ono razem z nim.
Referendum o niektórych kierunkach wykorzystania majątku państwowego stawiało przed obywatelami cztery pytania:
1. Czy jesteś za tym, aby zobowiązania wobec emerytów i rencistów oraz pracowników sfery budżetowej, wynikające z orzeczeń Trybunału Konstytucyjnego, były zaspokojone z prywatyzowanego majątku państwowego?
2. Czy jesteś za tym, aby część prywatyzowanego majątku państwowego zasiliła powszechne fundusze emerytalne?
3. Czy jesteś za tym, aby zwiększyć wartość świadectw udziałowych Narodowych Funduszy Inwestycyjnych przez objęcie tym programem dalszych przedsiębiorstw?
4. Czy jesteś za uwzględnieniem w programie uwłaszczeniowym bonów prywatyzacyjnych?
Na każde z pytań można było odpowiedzieć „Tak” lub „Nie”. Frekwencja wyniosła 32,44%. Odpowiedzi przedstawiały się następująco:
- pierwsze pytanie – 92,89% głosów na „Tak”
- drugie pytanie – 93,70% głosów na „Tak”
- trzecie pytanie – 72,52% głosów na „Nie”
- czwarte pytanie – 88,30% głosów na „Tak”

### Referendum konstytucyjne
Na podstawie ustawy konstytucyjnej Prezydent Aleksander Kwaśniewski 2 kwietnia 1997 r. zarządził poddanie pod referendum nowo przyjętej przez Zgromadzenie Narodowe Konstytucji Rzeczypospolitej Polskiej.
Referendum konstytucyjne odbyło się 25 maja 1997 r. Głosujący odpowiadali na pytanie:
Czy jesteś za przyjęciem Konstytucji Rzeczypospolitej Polskiej uchwalonej przez Zgromadzenie Narodowe w dniu 2 kwietnia 1997 r.?
Frekwencja wyniosła 42,86%. Za „Tak” opowiedziało się 52,70%, zaś za „Nie” – 45,90% głosujących.

### Referendum w sprawie przystąpienia Polski do Unii Europejskiej
najwięcej głosów "Tak"
     najwięcej głosów "Nie"

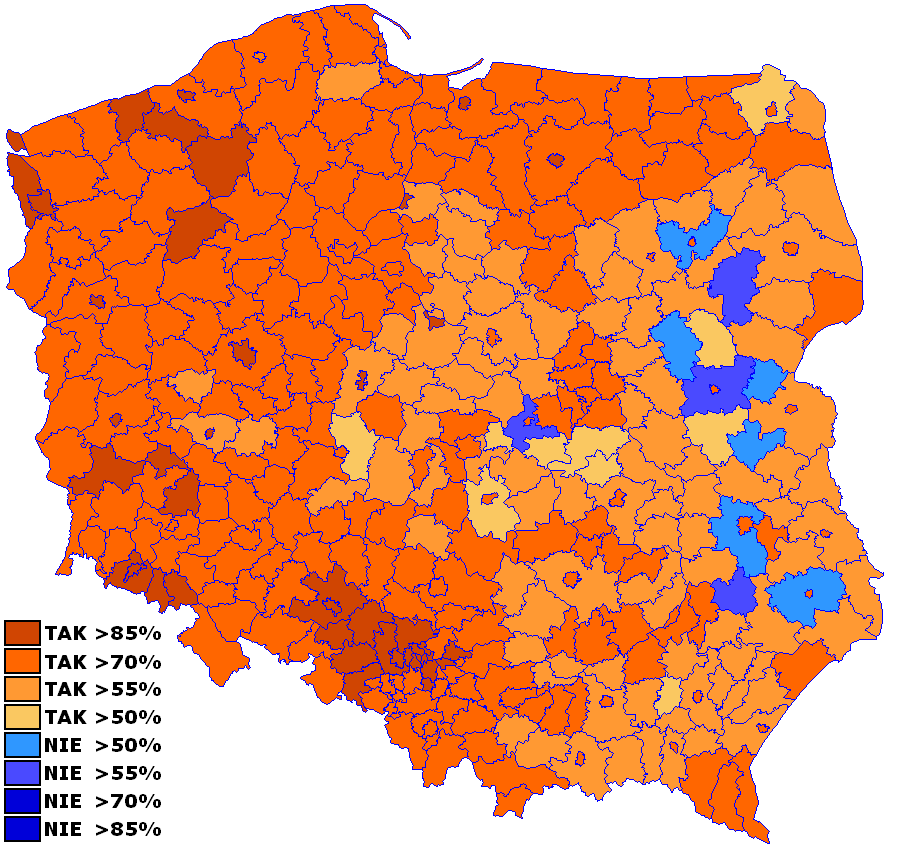
Wyniki w referendum z 2003 r. w poszczególnych powiatach.
najwięcej głosów "Tak"
najwięcej głosów "Nie"

Pod rządami Konstytucji RP z 1997 r. i na podstawie nowej ustawy o referendum ogólnokrajowym Sejm 17 kwietnia 2003 r., w drodze uchwały wydanej na podstawie art. 90 ust. 3 Konstytucji, wybrał tryb ratyfikacji umowy międzynarodowej poprzez ogólnokrajowe referendumopisane wyżej.
Referendum w sprawie wyrażania zgody na ratyfikację Traktatu dotyczącego przystąpienia Rzeczypospolitej Polskiej do Unii Europejskiej wyznaczono na 8 czerwca 2003 r. i zarządzono przeprowadzenie głosowania w referendum w dniach 7 i 8 czerwca 2003 r.. Było ono pierwszym polskim referendum, w którym można było oddać głos w ciągu dwóch dni.
Polakom zadano pytanie:
Czy wyraża Pan/Pani zgodę na przystąpienie Rzeczypospolitej Polskiej do Unii Europejskiej?
Frekwencja wyniosła 58,85%. Za akcesją opowiedziało się 77,45% głosujących, przeciwko było 22,55%.

## Wynik ważny a wiążący
Niekiedy w mediach pojęcie „ważny” mylone jest z „wiążący” – gdy publicyści piszą o referendum. Jednak pomiędzy tymi pojęciami istnieje zdecydowana różnica.
Ważny – oznacza, iż referendum zostało przeprowadzone zgodnie z prawem, co każdorazowo stwierdza Sąd Najwyższy. Ważność nie zależy wobec tego od liczby głosujących oraz od tego, czy oddali swoje głosy poprawnie (zgodnie z instrukcją zamieszczoną na kartach do głosowania).
Wiążący – zgodnie z art. 66 ustawy z dnia 14 marca 2003 r. o referendum ogólnokrajowym wynik referendum jest wiążący, jeżeli wzięła w nim udział więcej niż połowa uprawnionych do głosowania. Wymóg frekwencji dotyczy referendum w sprawach o szczególnym znaczeniu dla państwa oraz w sprawie wyrażenia zgody na ratyfikację umowy międzynarodowej. W tę liczbę wlicza się osoby, które pobrały karty do głosowania i oddały ważne głosy. Wiążący wynik oznacza, że referendum staje się podstawą wydania odpowiednich regulacji prawnych i nakłada na organy państwa obowiązek ich wydania (jeżeli suweren opowiedział się za zmianami) bądź nakazuje tym organom powstrzymanie się od ingerencji w sferę, co do której suweren opowiedział się za pozostawieniem jej bez zmian. W drugim przypadku próba regulacji tej materii wbrew głosującym będzie naruszeniem Konstytucji.
Jeżeli w głosowaniu weźmie udział mniej niż połowa uprawnionych, wówczas jest ono ważne, jednak traktuje się je jedynie jako referendum opiniodawcze. Oznacza to, że organy państwowe mogą wziąć jego wynik pod uwagę, jednak nie muszą.
Rozstrzygający – z wynikiem rozstrzygającym referendum mamy do czynienia wtedy, gdy było ono ważne oraz gdy za określoną opcją opowiedziała się większość głosujących (w głosowaniu na „Tak” lub „Nie”). W przypadku referendów, w których możliwe jest wybranie jednego z zaproponowanych wariantów rozwiązań (jest ich więcej niż dwa), wynik uważa się za rozstrzygający, gdy na którąś z opcji oddano najwięcej głosów. Bierze się w obu tych przypadkach jedynie ważnie oddane głosy. Zatem referendum może nie być rozstrzygające, gdy na dwie opcje oddano najwięcej i dokładnie po tyle samo głosów.